# Ernst Mosch Welterfolge

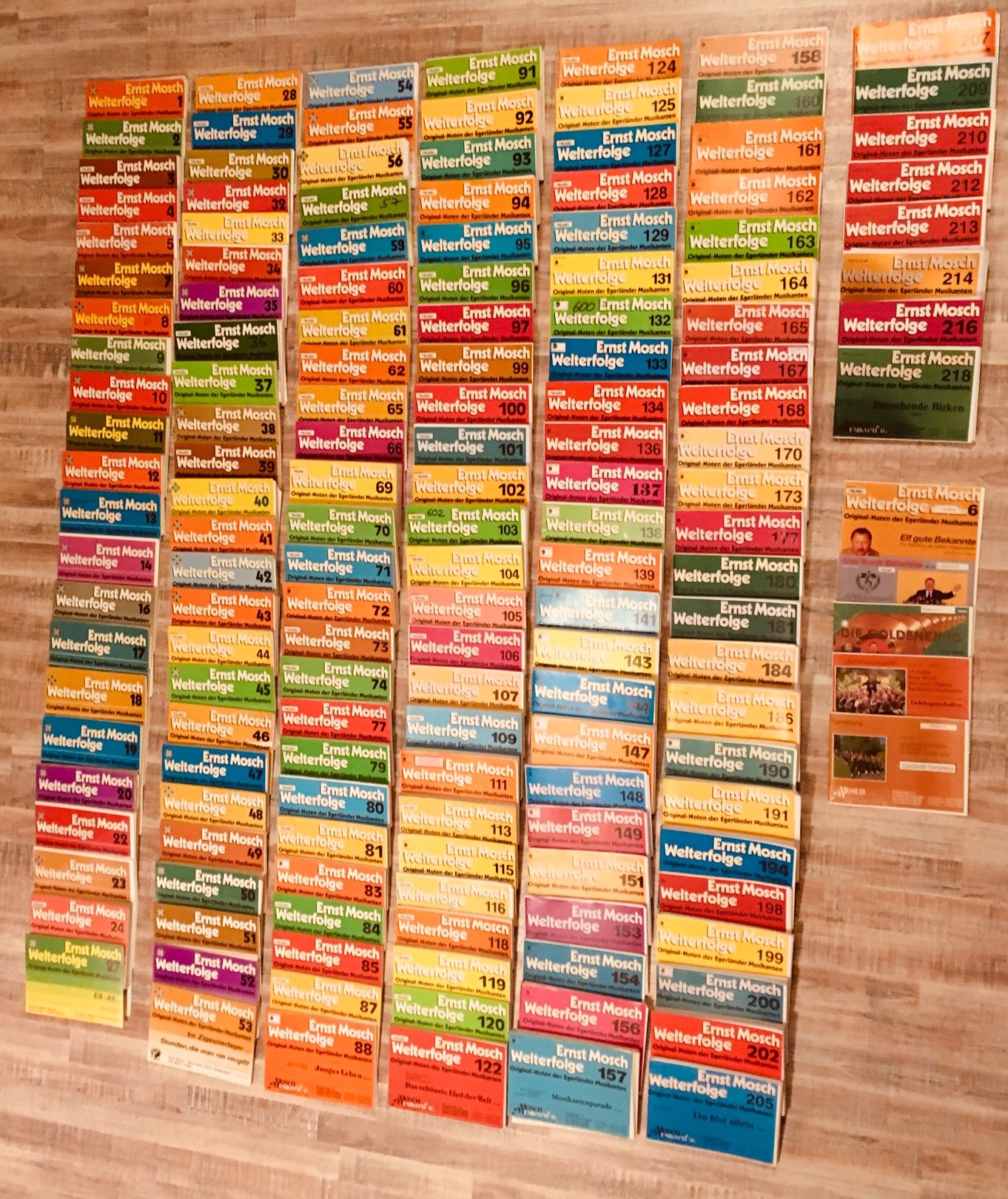
Ernst Mosch Welterfolge

Ernst Mosch Welterfolge ist eine umfangreiche Notenserie für Blasorchester mit Titeln von Ernst Mosch und seinen Original Egerländer Musikanten.
Sie erschien zunächst in der Ewoton Musikverlag GmbH, dann bei Ewoton-Mosch und wird heute von Bognermusik vertrieben.
In der Reihe sind 353 Notenausgaben erschienen.

## Reihenfolge
| #   | Titel | Art                                                      | Komponist                                                          | Bearbeitung                                                | Text                                                     |
| --- | --- | -------------------------------------------------------- | ------------------------------------------------------------------ | ---------------------------------------------------------- | -------------------------------------------------------- |
| 1   | Leben heißt lieben | Polka                                                    | Josef Hotový                                                       | Franz Bummerl                                              | Fini Huber-Busch                                         |
| 2   | Mit dir mal in Urlaub geh'n | Walzer                                                   | Josef Štěpánek                                                     | Franz Bummerl                                              | Franz Josef Ulmer                                        |
| 3   | Zwei Schwestern | Polka                                                    | Jaromir Vejvoda                                                    | Gerald Weinkopf                                            | Gerald Weinkopf                                          |
| 4   | Lieblings-Polka | Polka                                                    | Frank Pleyer / Ernst Mosch                                         | Frank Pleyer                                               | Kurt Hertha                                              |
| 5   | So ein schöner Tag | Polka                                                    | Frank Pleyer / Ernst Mosch                                         | Frank Pleyer                                               | Kurt Hertha                                              |
| 6   | Elf gute Bekannte - Sammlung | Elf gute Bekannte - Sammlung                             | Elf gute Bekannte - Sammlung                                       | Elf gute Bekannte - Sammlung                               | Elf gute Bekannte - Sammlung                             |
| 6   | 1. Fuchsgraben | Polka                                                    | Karel Vacek                                                        | Gerald Weinkopf                                            |                                                          |
| 6   | 2. Egerländer Marsch | Marsch                                                   | Wendelin Kopetzky                                                  | Gerald Weinkopf                                            |                                                          |
| 6   | 3. Wenn der Tag erwacht | Polka                                                    | Bedrich Nikodem                                                    | Gerald Weinkopf                                            | Gerald Weinkopf                                          |
| 6   | 4. Schürzenwalzer | Walzer                                                   | Vaclav Bláha                                                       | Gerald Weinkopf                                            |                                                          |
| 6   | 5. Böhmisch ist so schön | Marsch-Polka                                             | Vladimir Fuka                                                      | Gerald Weinkopf                                            | Gerald Weinkopf                                          |
| 6   | 6. Ein Traum von dir | Walzer                                                   | Vaclav Bláha                                                       | Gerald Weinkopf                                            | Gerald Weinkopf                                          |
| 6   | 7. Über zwei Dörfer | Polka                                                    | Josef Poncar                                                       | Gerald Weinkopf                                            |                                                          |
| 6   | 8. Hu-a-hu | Polka                                                    | Karel Vacek                                                        | Gerald Weinkopf                                            | Gerald Weinkopf                                          |
| 6   | 9. Rauschende Birken | Walzer                                                   | Vaclav Kaucky                                                      | Gerald Weinkopf                                            |                                                          |
| 6   | 10. Tausend süße junge Mädchen | Polka                                                    | Karel Vacek                                                        | Gerald Weinkopf                                            | Franz Josef Ulmer                                        |
| 6   | 11. Liebling, ich hab dich tanzen seh'n | Polka                                                    | Jaromir Vejvoda                                                    | Gerald Weinkopf                                            | Ernst Mosch                                              |
| 7   | Aus Böhmen kommt die Musik | Polka                                                    | Christian Bruhn                                                    | Gerald Weinkopf                                            | Robert Jung                                              |
| 8   | Egerländer Musikanten spielen | Polka                                                    | Josef Poncar                                                       | Franz Bummerl                                              | Franz Josef Ulmer                                        |
| 9   | Egerländer Schmankerl | Polka-Potpourri                                          | Volksweise                                                         | Franz Bummerl                                              |                                                          |
| 10  | Ja so ein Mädel wie du | Polka                                                    | Ernst Mosch                                                        | Gerald Weinkopf                                            | Gerald Weinkopf                                          |
| 11  | Löffel-Polka | Polka                                                    | Antonin Borovička                                                  | Gerald Weinkopf                                            |                                                          |
| 12  | Schneewalzer | Walzer                                                   | Thomas Koschat / Gottlieb Weissbacher                              | Gerald Weinkopf                                            |                                                          |
| 13  | Im Rosengarten von Sanssouci | Marschlied                                               | Hans Ailbout-Niel                                                  | Gerald Weinkopf                                            |                                                          |
| 14  | Böhmische Spezialitäten 1. Amsel-Polka 2. Sechserl-Polka 3. Wenn du Heimweh hast 4. Pfeffer und Salz                                                     | Polka-Potpourri                                          | Jaromir Vejvoda Frank Pleyer Ernst Mosch                           | Franz Bummerl                                              |                                                          |
| 15  | Rosamunde | Polka                                                    | Jaromir Vejvoda                                                    | Gerald Weinkopf                                            |                                                          |
| 16  | Abschied vom Liebchen | Walzer                                                   | Wilhelm Lüdecke                                                    | Gerald Weinkopf                                            |                                                          |
| 17  | Dort tief im Böhmerwald | Walzer                                                   | Volksweise                                                         | Franz Bummerl                                              |                                                          |
| 18  | Wenn der Tag zu Ende geht | Polka                                                    | Josef Ginzl                                                        | Franz Bummerl                                              | Franto Linharek                                          |
| 19  | Herz Schmerz Polka | Polka                                                    | Václav Bláha                                                       | Franz Bummerl                                              |                                                          |
| 20  | Gruß an Böhmen | Marsch                                                   | Vaclav Vackar                                                      | Franz Bummerl                                              |                                                          |
| 21  | El Picador | Marsch                                                   | Josef Matys                                                        | Franz Bummerl                                              |                                                          |
| 22  | Im Rosengarten | Walzer                                                   | Franz Bummerl                                                      | Franz Bummerl                                              |                                                          |
| 23  | Mädel ruck her zu mir | Polka                                                    | Josef Ginzl                                                        | Franz Bummerl                                              | Robert Jung                                              |
| 24  | Rosenblüten | Walzer                                                   | Antonin Borovička                                                  | Gerald Weinkopf                                            |                                                          |
| 25  | Jubiläumsausgabe Welterfolge Nr. 25 - Sammlung | Jubiläumsausgabe Welterfolge Nr. 25 - Sammlung           | Jubiläumsausgabe Welterfolge Nr. 25 - Sammlung                     | Jubiläumsausgabe Welterfolge Nr. 25 - Sammlung             | Jubiläumsausgabe Welterfolge Nr. 25 - Sammlung           |
| 25  | 1. Egerländer Musikantenmarsch | Marsch                                                   | Ernst Mosch                                                        | Gerald Weinkopf                                            | Gerald Weinkopf                                          |
| 25  | 2. Kinderaugen | Polka                                                    | Wenzel Zittner                                                     | Gerald Weinkopf                                            | Bruno Zwinger                                            |
| 25  | 3. Ein Lied aus der Heimat | Walzer                                                   | Wenzel Zittner                                                     | Gerald Weinkopf                                            | Bruno Zwinger                                            |
| 25  | 4. Dompfaff | Polka                                                    | Ernst Mosch                                                        | Gerald Weinkopf                                            | Bruno Zwinger                                            |
| 25  | 5. Denk doch an mich | Polka                                                    | Wenzel Zittner                                                     | Gerald Weinkopf                                            |                                                          |
| 25  | 6. Mondschein an der Eger | Walzer                                                   | Ernst Mosch                                                        | Gerald Weinkopf                                            | Walter Volk                                              |
| 25  | 7. Mein Herz schlägt nur für dich | Polka                                                    | Ernst Mosch                                                        | Gerald Weinkopf                                            | Bruno Zwinger                                            |
| 25  | 8. Wir sind Kinder von der Eger | Polka                                                    | Ernst Mosch                                                        | Gerald Weinkopf                                            | Bruno Zwinger                                            |
| 25  | 9. Eine stille Stunde | Polka                                                    | Ernst Mosch                                                        | Gerald Weinkopf                                            | Gerald Weinkopf                                          |
| 25  | 10. So wie es war | Walzer                                                   | Wenzel Zittner                                                     | Gerald Weinkopf                                            | Gerald Weinkopf                                          |
| 25  | 11. Blumenmädchen | Walzer                                                   | Ernst Mosch                                                        | Gerald Weinkopf                                            | Gerald Weinkopf                                          |
| 25  | 12. Bis bald auf Wiederseh'n | Polka                                                    | Wenzel Zittner                                                     | Gerald Weinkopf                                            | Bruno Zwinger                                            |
| 26  | Südböhmische Polka | Polka                                                    | Ladislav Kubeš                                                     | Franz Bummerl                                              |                                                          |
| 27  | Es-As | Polka                                                    | Bedřích Ondráček                                                   | Franz Bummerl                                              |                                                          |
| 28  | Erzherzog Albrecht-Marsch | Marsch                                                   | Karl Komzak                                                        | Franz Bummerl                                              |                                                          |
| 29  | Jubiläumsgrüße | Polka                                                    | Frantisek Manas                                                    | Franz Bummerl                                              |                                                          |
| 30  | Start frei Musik, Musik | Marsch                                                   | Bohuslav Leopold Frantisek Kmoch                                   | Gerald Weinkopf Franz Bummerl                              |                                                          |
| 31  | Abendläuten | Walzer                                                   | Ota Halama                                                         | Franz Bummerl                                              |                                                          |
| 32  | Warum willst du mich nicht küssen | Polka                                                    | Karl Valdauf                                                       | Franz Bummerl                                              | Gerald Weinkopf                                          |
| 33  | Böhmischer Wind | Walzer                                                   | Ernst Mosch                                                        | Gerald Weinkopf                                            | Bruno Zwinger                                            |
| 34  | Kaiserlicher Hochzeitsmarsch Andulka Marsch | Marsch                                                   | Johann Nepomuk Král Frantisek Kmoch                                | Gerald Weinkopf Franz Bummerl                              |                                                          |
| 35  | Ohne Liebe geht es nicht | Polka                                                    | Frantisek Kuda                                                     | Franz Bummerl                                              | Hans G. Orling / Gerald Weinkopf                         |
| 36  | Fliegermarsch Hoch Heidecksburg | Marsch                                                   | Hermann Dostal Rudolf Herzer                                       | Franz Bummerl Gerald Weinkopf                              |                                                          |
| 37  | Bubenstreiche | Polka                                                    | Josef Hotový                                                       | Franz Bummerl                                              |                                                          |
| 38  | Graf Lamberg Egerländer Liedermarsch | Marsch                                                   | Anonym Volksweise                                                  | Gerald Weinkopf Franz Bummerl                              |                                                          |
| 39  | Pfeffer und Salz | Marsch                                                   | Frank Pleyer / Ernst Mosch                                         | Franz Bummerl                                              |                                                          |
| 40  | Fröhliche Weihnachten mit Ernst Mosch | Fröhliche Weihnachten mit Ernst Mosch                    | Fröhliche Weihnachten mit Ernst Mosch                              | Fröhliche Weihnachten mit Ernst Mosch                      | Fröhliche Weihnachten mit Ernst Mosch                    |
| 40  | 1. Alle Jahre wieder |                                                          | Friedrich Silcher                                                  | Gerald Weinkopf                                            |                                                          |
| 40  | 2. Leise rieselt der Schnee |                                                          | Eduard Ebel                                                        | Gerald Weinkopf                                            |                                                          |
| 40  | 3. Es ist ein Ros’ entsprungen |                                                          | Volksweise                                                         | Gerald Weinkopf                                            |                                                          |
| 40  | 4. Still, still still, weil's Kindlein schlafen will |                                                          | Volksweise                                                         | Gerald Weinkopf                                            |                                                          |
| 40  | 5. Kling, Glöckchen, klingelingeling |                                                          | Volksweise                                                         | Gerald Weinkopf                                            |                                                          |
| 40  | 6. Ihr Kinderlein kommet |                                                          | Johann Abraham / Peter Schulz                                      | Gerald Weinkopf                                            |                                                          |
| 40  | 7. Vom Himmel hoch, da komm ich her |                                                          | Martin Luther                                                      | Gerald Weinkopf                                            |                                                          |
| 40  | 8. Kommet ihr Hirten |                                                          | Volksweise                                                         | Gerald Weinkopf                                            |                                                          |
| 40  | 9. Oh Tannenbaum |                                                          | Volksweise                                                         | Gerald Weinkopf                                            |                                                          |
| 40  | 10. Schneeflöckchen, Weißröckchen |                                                          | Volksweise                                                         | Gerald Weinkopf                                            |                                                          |
| 40  | 11. Stille Nacht, heilige Nacht |                                                          | Franz Gruber                                                       | Gerald Weinkopf                                            |                                                          |
| 40  | 12. Oh du fröhliche, oh du selige |                                                          | Volksweise                                                         | Gerald Weinkopf                                            |                                                          |
| 41  | Liechtensteiner Polka | Polka                                                    | Edmund Kötscher / Rudi Lindt                                       | Franz Bummerl                                              |                                                          |
| 42  | Starparade Radetzky-Marsch | Marsch                                                   | Alois Aust Johann Strauß, Vater                                    | Franz Bummerl                                              |                                                          |
| 43  | So schön kann nur die erste Liebe sein | Polka                                                    | Arnost Mosna                                                       | Franz Bummerl                                              | Gerald Weinkopf                                          |
| 44  | Amsel-Polka | Polka                                                    | Jaromir Vejvoda                                                    | Franz Bummerl                                              |                                                          |
| 45  | Anna | Polka                                                    | Josef Hotový                                                       | Franz Bummerl                                              |                                                          |
| 46  | Olympiade Hoch- und Deutschmeister | Marsch                                                   | Jaroslav Labsky Dominik Ertl                                       | Franz Bummerl                                              |                                                          |
| 47  | Trumpf AS | Polka                                                    | Karel Vacek                                                        | Franz Bummerl                                              |                                                          |
| 48  | Warum schaust du mich denn gar nicht an? | Walzer                                                   | Frantisek Voborsky                                                 | Franz Bummerl                                              | Franz Josef Ulmer                                        |
| 49  | Wenn es Abend wird | Polka                                                    | Josef Silhan                                                       | Franz Bummerl                                              | Gerald Weinkopf                                          |
| 50  | Der Lieblingstrommler Tiroler Adler | Marsch                                                   | Franz Bummerl Rudolf Achleitner                                    | Franz Bummerl                                              |                                                          |
| 51  | Junge Musikanten | Polka                                                    | Rudolf Lamp                                                        | Franz Bummerl                                              |                                                          |
| 52  | Zwei Tränen | Polka                                                    | Karel Vacek                                                        | Franz Bummerl                                              |                                                          |
| 53  | Im Zigeunerlager Stunden, die man nie vergißt | Marsch                                                   | Max Oscheit Frantisek Kmoch                                        | Franz Bummerl                                              |                                                          |
| 54  | Darf ich wagen dich zu fragen | Polka                                                    | Antonin Borovička                                                  | Franz Bummerl                                              | Franz Josef Ulmer                                        |
| 55  | Grüß mir die Heimat | Walzer                                                   | Eman Schuster                                                      | Franz Bummerl                                              | Gerald Weinkopf                                          |
| 56  | 99er Regimentsmarsch Mein schönes Heimatland | Marsch                                                   | Richard Hunyaczek Frantisek Kmoch                                  | Franz Bummerl                                              |                                                          |
| 57  | Ich hab' dich gern | Polka                                                    | Eman Schuster                                                      | Franz Bummerl                                              |                                                          |
| 58  | Kannst du Knödel kochen | Polka                                                    | Karel Vacek                                                        | Franz Bummerl                                              | Franz Josef Ulmer                                        |
| 59  | In deinen Armen | Polka                                                    | Jaromir Vejvoda                                                    | Franz Bummerl                                              | Gerald Weinkopf                                          |
| 60  | Der Wittmann Franz | Polka                                                    | Franz Bummerl unter Verwendung einer Volksweise                    | Franz Bummerl                                              | Ernst Mosch                                              |
| 61  | Egerländer Trachtenpolka | Polka                                                    | Franz Bummerl                                                      | Franz Bummerl                                              |                                                          |
| 62  | Liebespärchen | Polka                                                    | Jaromir Vejvoda                                                    | Franz Bummerl                                              | Ernst Mosch                                              |
| 63  | Herzeleid Sei doch nicht so brav | Walzer Marsch-Polka                                      | Josef Poncar Franz Bummerl                                         | Franz Bummerl                                              |                                                          |
| 64  | Fiaker-Polka | Polka                                                    | Franz Bummerl                                                      | Franz Bummerl                                              |                                                          |
| 65  | Späte Liebe (Marie Polka) | Polka                                                    | Alois Aust                                                         | Franz Bummerl                                              |                                                          |
| 66  | Schau hinauf zum Himmelszelt Tränen der Liebe | Polka Walzer                                             | Josef Ginzl Franz Bummerl                                          | Franz Bummerl                                              | Franz Josef Ulmer                                        |
| 67  | Musikantengruß Daß ich dich gerne mag, sag ich dir jeden Tag                                                                                             | Polka Walzer                                             | Franz Bummerl Ada Rulisek                                          | Franz Bummerl                                              | Franz Josef Ulmer                                        |
| 68  | Riviera Marsch König Karl | Marsch                                                   | Vaclav Vackar Carl Ludwig Unrath                                   | Franz Bummerl                                              |                                                          |
| 69  | Goldene Trompeten Wir seh'n uns wieder | Polka Walzer                                             | Antonin Borovička Karel Vacek                                      | Franz Bummerl                                              | Ernst Mosch                                              |
| 70  | Böhmische Mädchen Rosen im Wind | Polka Walzer                                             | Jaromir Vejvoda Josef Hotový                                       | Franz Bummerl                                              | Kurt Hertha                                              |
| 71  | Tokajer Marsch Gerne denk ich an die schönen Jahre | Marsch Walzer                                            | Ferenc Aszodi Jaromir Vejvoda                                      | Franz Bummerl                                              | Henry van den Berghe                                     |
| 72  | Flügelhorn-Serenade | Langsamer Walzer                                         | Vaclav Vackar                                                      | Gerald Weinkopf                                            |                                                          |
| 73  | Ich hab kein Geld (Kapitän Rimek) Seyffertitz Marsch | Marsch                                                   | Josef Nyvlt Rudolf Achleitner                                      | Franz Bummerl                                              |                                                          |
| 74  | Im gleichen Schritt | Marsch                                                   | Stefan Angelof                                                     | Gerald Weinkopf                                            |                                                          |
| 75  | 30 Jahre Ernst Mosch - Eine Sammlung der größten Erfolge                                                                                                 | 30 Jahre Ernst Mosch - Eine Sammlung der größten Erfolge | 30 Jahre Ernst Mosch - Eine Sammlung der größten Erfolge           | 30 Jahre Ernst Mosch - Eine Sammlung der größten Erfolge   | 30 Jahre Ernst Mosch - Eine Sammlung der größten Erfolge |
| 75  | 1. Diese Musik, ja die gefällt | Marsch                                                   | Frantisek Kmoch                                                    | Franz Bummerl                                              | Ernst Mosch                                              |
| 75  | 2. Böhmische Hochzeit | Walzer                                                   | Jiri Voldan                                                        | Franz Bummerl                                              |                                                          |
| 75  | 3. Hm - hm - sag' ich aus Liebe | Polka                                                    | Karel Vacek                                                        | Gerald Weinkopf                                            | Gerald Weinkopf                                          |
| 75  | 4. Abschieds-Polka | Polka                                                    | Jaromir Vejvoda                                                    | Gerald Weinkopf                                            | Ernst Mosch                                              |
| 75  | 5. Rosen so rot | Walzer                                                   | Karel Vacek                                                        | Gerald Weinkopf                                            | Franz Josef Ulmer                                        |
| 75  | 6. Frag mich nie | Polka                                                    | Frantisek Manas                                                    | Franz Bummerl                                              | Franto Linharek                                          |
| 75  | 7. Jugendzeit, schöne Zeit | Walzer                                                   | Josef Poncar                                                       | Franz Bummerl                                              | Franto Linharek / F. J. Ulmer                            |
| 75  | 8. Jeden Tag ein kleines Glück | Polka                                                    | Frantisek Manas                                                    | Franz Bummerl                                              | Jürgen Haferkamp / F. J. Ulmer                           |
| 75  | 9. Böhmische Geschichten | Walzer                                                   | Karel Vacek                                                        | Franz Bummerl                                              |                                                          |
| 75  | 10. In der Gartenlaube | Walzer                                                   | Jaroslav Marek                                                     | Franz Bummerl                                              |                                                          |
| 75  | 11. Ich freu mich so auf ein Wiederseh'n | Polka                                                    | Jaromir Vejvoda                                                    | Gerald Weinkopf                                            | Gerald Weinkopf                                          |
| 75  | 12. Castaldo-Marsch | Marsch                                                   | Rudolf Novacek                                                     | Franz Bummerl                                              |                                                          |
| 76  | Die goldenen 10 - Sammlung | Die goldenen 10 - Sammlung                               | Die goldenen 10 - Sammlung                                         | Die goldenen 10 - Sammlung                                 | Die goldenen 10 - Sammlung                               |
| 76  | 1. Schöne Pragerin | Polka                                                    | Wiegand Overstaedt / Wenzel Zittner                                | Franz Bummerl                                              |                                                          |
| 76  | 2. Schwarze Augen | Polka                                                    | Josef Hotový                                                       | Jaroslav Marek                                             |                                                          |
| 76  | 3. Ein junger Jäger | Walzer                                                   | Milos Vacek                                                        | Franz Bummerl                                              | Franz Josef Ulmer                                        |
| 76  | 4. Kurz ist die Soldatenzeit | Polka                                                    | Josef Poncar                                                       | Franz Bummerl                                              |                                                          |
| 76  | 5. Wiesenblumen | Walzer                                                   | Alois Aust                                                         | Franz Bummerl                                              |                                                          |
| 76  | 6. Ach, ja die Liebe | Polka                                                    | Jaromir Vejvoda                                                    | Franz Bummerl                                              |                                                          |
| 76  | 7. Im schönen Prag | Walzer                                                   | Josef Stelibsky                                                    | Franz Bummerl                                              | Kurt Hertha                                              |
| 76  | 8. Lumpensammler | Polka                                                    | Václav Bláha                                                       | Franz Bummerl                                              |                                                          |
| 76  | 9. Böhmisches Gold | Walzer                                                   | Simon Hardenbergh / Wenzel Zittner                                 | Franz Bummerl                                              |                                                          |
| 76  | 10. Musikantenlaune | Polka                                                    | Jaroslav Tvrdý                                                     | Franz Bummerl                                              |                                                          |
| 77  | Musikantentraum | Polka                                                    | Karol Pádivý                                                       | Franz Bummerl                                              |                                                          |
| 78  | Löffel-Polka Fuchsgraben | Polka                                                    | Antonin Borovička Karel Vacek                                      | Gerald Weinkopf                                            |                                                          |
| 79  | Rauschende Birken Bis bald auf Wiederseh'n | Walzer Polka                                             | Vaclav Kaucky Wenzel Zittner                                       | Gerald Weinkopf                                            | Robert Frei Bruno Zwinger                                |
| 80  | Festwirt-Polka | Polka                                                    | Franz Bummerl                                                      | Franz Bummerl                                              |                                                          |
| 81  | Polka für Zwei | Polka                                                    | Karel Belohoubek                                                   | Gerald Weinkopf                                            |                                                          |
| 82  | Drei Egerländer Freunde | Polka                                                    | Franz Bummerl                                                      | Franz Bummerl                                              |                                                          |
| 83  | Schöne Pragerin | Polka                                                    | Wiegand Oversteadt / Wenzel Zittner                                | Franz Bummerl                                              |                                                          |
| 84  | Parade-Defilier-Marsch | Marsch                                                   | Anton Ambrosch                                                     | Franz Bummerl                                              |                                                          |
| 85  | Im Tempo unserer Zeit | Marsch                                                   | Václav Vačkář                                                      | Franz Bummerl                                              |                                                          |
| 86  | The Washington Post | Marsch                                                   | John Philip Sousa                                                  | Franz Bummerl                                              |                                                          |
| 87  | Die alte Garde | Marsch                                                   | Václav Vačkář                                                      | Franz Bummerl                                              |                                                          |
| 88  | Junges Leben | Marsch                                                   | Dimitru Eremia                                                     | Franz Bummerl                                              |                                                          |
| 89  | Astronauten-Marsch | Marsch                                                   | Josef Ullrich                                                      | Gerald Weinkopf                                            |                                                          |
| 90  | Zwei Kameraden | Polka                                                    | Ladislav Kubeš                                                     | Franz Bummerl                                              |                                                          |
| 91  | Tenorhornparade | Polka                                                    | Václav Maňas                                                       | Franz Bummerl                                              |                                                          |
| 92  | Der Solotrommlermarsch | Marsch                                                   | Ernst Mosch                                                        | Rolf Schneebiegl                                           |                                                          |
| 93  | Gentleman | Walzer                                                   | Ernst Hoffmann                                                     | Ernst Hoffmann                                             |                                                          |
| 94  | Liebe und Musik Bei Kerzenlicht | Polka Walzer                                             | Josef Ginzl Jaromir Vejvoda                                        | Franz Bummerl                                              | Franto Linharek                                          |
| 95  | Egerland-Heimatland Mama | Polka Walzer                                             | Josef Štěpánek Vilem Kuk-Znaminko                                  | Gerald Weinkopf                                            | Franz Grünewald Franto Linharek / Jürgen Haferkamp       |
| 96  | Nur die Liebe zählt | Polka                                                    | Josef Voplakal                                                     | Gerald Weinkopf                                            |                                                          |
| 97  | Musikantenherz | Polka                                                    | Jaroslav Škabrada                                                  | Gerald Weinkopf                                            |                                                          |
| 98  | Prager Leben | Marsch                                                   | Jaroslav Labsky                                                    | Gerald Weinkopf                                            |                                                          |
| 99  | Synkopen-Polka | Polka                                                    | Karel Vacek                                                        | Franz Bummerl                                              |                                                          |
| 100 | Du mein Egerländer Musikant | Polka                                                    | Miroslav Vacuška                                                   | Gerald Weinkopf                                            | Ernst Mosch                                              |
| 101 | Grüß’ mir Böhmens Musikanten | Polka                                                    | Sláva Thačuk                                                       | Franz Bummerl                                              | Gustl Gstettner                                          |
| 102 | Grüß’ mir meine schöne Heimat | Polka                                                    | Ernst Mosch                                                        | Franz Bummerl                                              | Ernst Mosch                                              |
| 103 | Prager Gassen Moldau-Spaziergang | Polka Walzer                                             | Ernst Mosch / Frank Pleyer Jaroslav Hurt                           | Frank Pleyer Franz Bummerl                                 |                                                          |
| 104 | Goldene Musik | Polka                                                    | Jaroslav Škabrada                                                  | Franz Bummerl                                              |                                                          |
| 105 | Vergissmeinnicht | Polka                                                    | Antonin Bulka                                                      | Franz Bummerl                                              |                                                          |
| 106 | Was kann schöner sein | Polka                                                    | Saša Grossmann                                                     | Gerald Weinkopf                                            | Helga Reichel                                            |
| 107 | Wo die Musik erklingt 1. Prager Leben 2. Stunden die man nie vergißt 3. Wo die Musik erklingt                                                            | Marschlieder-Potpourri                                   | Jaroslav Labsky Frantisek Kmoch                                    | Franz Bummerl                                              |                                                          |
| 108 | Das ist Musik | Polka-Potpourri                                          |                                                                    | Franz Bummerl                                              |                                                          |
| 109 | Daheim im Egerland 1. Duli-Duli-Duli Du 2. Im Vorgarten 3. Goldenes Herz 4. Tief im Egerland steht ein Bauernhaus                                        | Walzer-Potpourri                                         | Wenzel Zittner Ernst Mosch                                         | Franz Bummerl                                              |                                                          |
| 110 | Mein schönes Heimatland 1. Mein schönes Heimatland 2. Andulka Marsch 3. Egerland - Heimatland                                                            | Marschlieder-Potpourri                                   | Frantisek Kmoch Josef Štěpánek                                     | Claus Bottner                                              |                                                          |
| 111 | Schön ist die Welt 1. Jeder freut sich auf das Wochenend 2. Öffne die Augen 3. Lachend geh' ich heut hinein in den Tag 4. Schön ist die Welt             | Walzer-Potpourri                                         | Volksweisen aus Böhmen                                             | Franz Bummerl                                              | Helga Reichel                                            |
| 112 | Freut' euch auf jeden Tag | Polka-Potpourri                                          |                                                                    | Franz Bummerl                                              |                                                          |
| 113 | Babalinka 1. Der Spitzbub 2. Nur die Liebe zählt 3. Babalinka                                                                                            | Polka-Potpourri                                          | Josef Charvat Josef Voplakal J. Gollwell                           | Franz Bummerl                                              | Helga Reichel                                            |
| 114 | Freunde für's Leben 1. Freunde sind wir schon ein ganzes Leben lang 2. Herrliche Zeit hatten wir in all den Jahren 3. Als der Herrgott durch Böhmen ging | Walzer-Potpourri                                         | Jaroslav Malina Miroslav Mecir Jaroslav Sestak                     | Franz Bummerl                                              | Helga Reichel Gustl Gstettner                            |
| 115 | Dompfaff Böhmisches Gold | Polka Walzer                                             | Ernst Mosch Simon Hardenbergh / Wenzel Zittner                     | Gerald Weinkopf Franz Bummerl                              |                                                          |
| 116 | Du lieber Mond 1. Liebespärchen 2. Die junge Witwe 3. Gute Nacht                                                                                         | Polka-Potpourri                                          | Jaromir Vejvoda Josef Vašica Jaroslav Prochazka                    | Franz Bummerl                                              | Ernst Mosch Gerald Weinkopf                              |
| 117 | Egerländer Musikantenmarsch Wir sind Kinder von der Eger                                                                                                 | Marsch Polka                                             | Ernst Mosch                                                        | Gerald Weinkopf                                            | Bruno Zwinger                                            |
| 118 | Feuerwehrmarsch | Marsch                                                   | Jaroslav Jankovec                                                  | Franz Bummerl                                              |                                                          |
| 119 | Heut' laden wir euch ins Festzelt ein | Polka                                                    | Ladislav Kubeš                                                     | Franz Bummerl                                              | Helga Reichel / Ernst Mosch                              |
| 120 | Schöne Stunden für Verliebte | Walzer                                                   | Václáv Hájek                                                       | Franz Bummerl                                              | Ernst Mosch                                              |
| 121 | Alte Freunde | Polka                                                    | Sláva Tkačuk                                                       | Franz Bummerl                                              | Ernst Mosch                                              |
| 122 | Das schönste Lied der Welt | Walzer                                                   | Bedřích Ondráček                                                   | Franz Bummerl                                              | Ernst Mosch                                              |
| 123 | Jana tanzt | Polka                                                    | Jaroslav Škabrada                                                  | Franz Bummerl                                              |                                                          |
| 124 | Wunschkonzert-Polka | Polka                                                    | Eman Schuster                                                      | Franz Bummerl                                              |                                                          |
| 125 | Rekruten-Marsch | Marsch                                                   | Ernst Mosch / Frank Pleyer                                         | Frank Pleyer                                               |                                                          |
| 126 | Alte Liebe | Polka                                                    | Rudolf Urbanec                                                     | Freek Mestrini                                             |                                                          |
| 127 | Als ich ein kleiner Junge war | Walzer                                                   | Jaroslav Křička                                                    | Franz Bummerl                                              | Gerald Weinkopf                                          |
| 128 | Haja, Haja | Polka                                                    | Jaroslav Marek                                                     | Freek Mestrini                                             |                                                          |
| 129 | Moldau-Walzer | Walzer                                                   | Karel Hašler / Ernst Mosch                                         | Franz Bummerl                                              | Franz Josef Ulmer                                        |
| 130 | Der Herzensbrecher Josefi-Polka | Polka                                                    | Claus Bottner Franz Bummerl                                        | Franz Bummerl                                              |                                                          |
| 131 | So ein Mann, der einfach alles kann | Polka                                                    | Václav Bláha                                                       | Franz Bummerl                                              | Ernst Mosch                                              |
| 132 | Ich hab' die Sterne gefragt | Walzer                                                   | Josef Poncar / Bedřích Ondráček                                    | Franz Bummerl                                              | Ernst Mosch                                              |
| 133 | Böhmisches Blut | Polka                                                    | Josef Poncar                                                       | Franz Bummerl                                              |                                                          |
| 134 | Wie im Himmel fühl ich mich heut' | Walzer                                                   | Karl Valdauf                                                       | Franz Bummerl                                              | Ernst Mosch                                              |
| 135 | Polkazauber | Polka                                                    | Frantisek Dunovsky                                                 | Franz Bummerl                                              |                                                          |
| 136 | Walzerliebe | Walzer                                                   | Vaclav Hájek                                                       | Franz Bummerl                                              |                                                          |
| 137 | Der Zwodauer | Polka                                                    | Václav Horák                                                       | Franz Bummerl                                              |                                                          |
| 138 | Freu' dich und die Welt ist dein | Polka                                                    | Alois Aust                                                         | Franz Bummerl                                              | Helga Reichel                                            |
| 139 | Piccolobello | Polka                                                    | Antonin Švehla                                                     | Franz Bummerl                                              |                                                          |
| 140 | Lieblingsmelodien - Sammlung | Lieblingsmelodien - Sammlung                             | Lieblingsmelodien - Sammlung                                       | Lieblingsmelodien - Sammlung                               | Lieblingsmelodien - Sammlung                             |
| 140 | 1. Das ist Musik | Polka                                                    | Karel Vacek                                                        | Gerald Weinkopf / Franz Bummerl                            | Gerald Weinkopf                                          |
| 140 | 2. Weit, so weit liegt mein Heimatland | Walzer                                                   | Josef Vyhnal                                                       | Franz Bummerl / Freek Mestrini                             | Robert Jung                                              |
| 140 | 3. Kapellmeister-Polka | Polka                                                    | Eman Schuster                                                      | Franz Bummerl / Freek Mestrini                             |                                                          |
| 140 | 4. Prager Leben | Marsch                                                   | Jaroslav Labsky                                                    | Gerald Weinkopf                                            |                                                          |
| 140 | 5. Hochzeitswalzer | Walzer                                                   | Karel Vacek                                                        | Gerald Weinkopf / Freek Mestrini                           |                                                          |
| 140 | 6. Sterne der Heimat | Polka                                                    | Ernst Mosch                                                        | Freek Mestrini                                             | Bruno Zwinger                                            |
| 140 | 7. Ferienkinder | Polka                                                    | Václav Bláha                                                       | Franz Bummerl / Freek Mestrini                             |                                                          |
| 140 | 8. Als der Herrgott durch Böhmen ging | Walzer                                                   | Jaroslav Marek                                                     | Franz Bummerl                                              | Gustl Gstettner                                          |
| 140 | 9. Dorfschmied | Polka                                                    | Josef Štěpánek                                                     | Freek Mestrini                                             |                                                          |
| 140 | 10. Musikantenstolz | Polka                                                    | Jaroslav Škabrada                                                  | Freek Mestrini                                             |                                                          |
| 141 | Ein schönes Fleckchen Erde | Walzer                                                   | Ladislav Kubeš                                                     | Franz Bummerl                                              | Ernst Mosch                                              |
| 142 | Ohne Grenzen (Amitié) | Marsch                                                   | Jindřich Praveček                                                  | Frank Pleyer                                               |                                                          |
| 143 | Jeden Tag kann es sein | Walzer                                                   | Jaroslav Marek                                                     | Franz Bummerl                                              | Ernst Mosch                                              |
| 144 | Ein Strauß Melodien | Polka                                                    | Ladislav Kubeš                                                     | Frank Pleyer                                               | Ernst Mosch                                              |
| 145 | So wie der Sonnenschein | Polka                                                    | Arnost Mosna                                                       | Frank Pleyer                                               |                                                          |
| 146 | Sag' mir nie Adieu | Polka                                                    | Alfons Jindra                                                      | Frank Pleyer                                               | Jürgen Rust                                              |
| 147 | Schöne Stunden | Walzer                                                   | Zdeněk Krotil                                                      | Franz Bummerl                                              | Jürgen Rust                                              |
| 148 | Deine Augen, sie sagen ja | Polka                                                    | Antonin Votava                                                     | Franz Bummerl                                              | Ernst Mosch                                              |
| 149 | Frühling und Herbst | Walzer                                                   | Oldrich Svoboda                                                    | Frank Pleyer                                               |                                                          |
| 150 | Egerländer Evergreens - Sammlung | Egerländer Evergreens - Sammlung                         | Egerländer Evergreens - Sammlung                                   | Egerländer Evergreens - Sammlung                           | Egerländer Evergreens - Sammlung                         |
| 150 | 1. Saazer Hopfen | Polka                                                    | Wenzel Zittner                                                     | Gerald Weinkopf / Freek Mestrini                           |                                                          |
| 150 | 2. Eva Marie | Walzer                                                   | Ernst Mosch                                                        | Gerald Weinkopf / Franz Bummerl                            | Bruno Zwinger                                            |
| 150 | 3. Wir sind ja Bekannte | Polka                                                    | Wenzel Zittner                                                     | Gerald Weinkopf / Freek Mestrini                           | Bruno Zwinger                                            |
| 150 | 4. Der Wind singt dir ein Liebeslied | Walzer                                                   | Ernst Mosch                                                        | Gerald Weinkopf / Freek Mestrini                           | Gerald Weinkopf                                          |
| 150 | 5. Wenn du mich wirklich liebst | Polka                                                    | Ernst Mosch                                                        | Gerald Weinkopf / Freek Mestrini                           | Bruno Zwinger                                            |
| 150 | 6. Zwei braune Augen, wie im Märchen | Walzer                                                   | Wenzel Zittner                                                     | Gerald Weinkopf / Freek Mestrini                           | Bruno Zwinger                                            |
| 150 | 7. Du bist viel zu schön für mich | Polka                                                    | Wenzel Zittner                                                     | Gerald Weinkopf / Freek Mestrini                           | Gerald Weinkopf                                          |
| 150 | 8. Schöne Egerländerin | Walzer                                                   | Ernst Mosch                                                        | Gerald Weinkopf / Freek Mestrini                           | Bruno Zwinger                                            |
| 150 | 9. Rosen sind wie du | Polka                                                    | Wenzel Zittner                                                     | Gerald Weinkopf / Freek Mestrini                           | Bruno Zwinger                                            |
| 150 | 10. Abschied von dir | Walzer                                                   | Ernst Mosch                                                        | Gerald Weinkopf / Freek Mestrini                           | Bruno Zwinger                                            |
| 151 | Böhmische Paradepolka | Polka                                                    | Rudolf Myška                                                       | Franz Bummerl                                              |                                                          |
| 152 | Liebe wie im Märchen | Walzer                                                   | Jiři Kosina                                                        | Frank Pleyer                                               | Jürgen Rust                                              |
| 153 | Senioren Walzer | Walzer-Potpourri                                         | Sláva Mach / Luboš Sluka / Karel Hašler                            | Frank Pleyer                                               |                                                          |
| 154 | Kinderaugen Blumenmädchen | Polka Walzer                                             | Wenzel Zittner Ernst Mosch                                         | Gerald Weinkopf                                            | Bruno Zwinger Gerald Weinkopf                            |
| 155 | Junge Musikanten | Marsch                                                   | Emil Stolc                                                         | Frank Pleyer                                               |                                                          |
| 156 | Sechserl-Polka | Polka                                                    | Frank Pleyer                                                       | Frank Pleyer                                               |                                                          |
| 157 | Musikantenparade | Marsch                                                   | Simon Hardenbergh / Wenzel Zittner                                 | Frank Pleyer                                               |                                                          |
| 158 | Alles geht einmal zu Ende | Polka                                                    | Jaromir Vejvoda                                                    | Franz Bummerl                                              | Fini Huber-Busch                                         |
| 159 | Kaffeekränzchen | Polka                                                    | Jaromir Vejvoda                                                    | Franz Bummerl                                              |                                                          |
| 160 | Der Beerensammler | Polka                                                    | Václav Kužel                                                       | Franz Bummerl                                              |                                                          |
| 161 | Dorfschmied Schnauferl | Polka                                                    | Josef Štěpánek Ernst Mosch                                         | Freek Mestrini                                             |                                                          |
| 162 | Die Grubenpferde | Walzer                                                   | Bedrich Benes                                                      | Antonin Ulrich / Gerald Weinkopf / Heinz Herrmannsdörfer   | Gerald Weinkopf                                          |
| 163 | Bergblumen Lerchenwalzer | Polka Walzer                                             | Ernst Mosch                                                        | Gerald Weinkopf / Heinz Herrmannsdörfer                    | Ernst Mosch Bruno Zwinger                                |
| 164 | Ich bin verliebt Duli-duli-duli du | Polka Walzer                                             | Ernst Mosch Wenzel Zittner                                         | Gerald Weinkopf / Heinz Herrmannsdörfer                    | Bruno Zwinger Gerald Weinkopf                            |
| 165 | Wenn die ersten Blumen blüh'n Irgendwann | Polka Walzer                                             | Wenzel Zittner Ernst Mosch                                         | Gerald Weinkopf / Heinz Herrmannsdörfer                    | Bruno Zwinger Gerald Weinkopf                            |
| 166 | Wir sind die Freund vom Sportverein Wenn du Heimweh hast nach mir                                                                                        | Marschpolka Polka                                        | Tomas Sak Frank Pleyer / Ernst Mosch                               | Heinz Herrmannsdörfer Frank Pleyer / Heinz Herrmannsdörfer | Gustl Gstettner Fini Busch                               |
| 167 | Egerländer Jubiläumsmarsch | Marsch                                                   | Traditional / Ernst Mosch                                          | Frank Pleyer                                               | Ernst Mosch                                              |
| 168 | Gruß an Kladno | Polka                                                    | Antonin Votava                                                     | Frank Pleyer                                               |                                                          |
| 169 | Im schönen Prag | Walzer                                                   | Josef Stelibsky                                                    | Frank Pleyer                                               | Kurt Hertha                                              |
| 170 | Favoriten-Polka | Polka                                                    | Traditional / Ernst Mosch                                          | Frank Pleyer                                               |                                                          |
| 171 | Meine große Liebe | Polka                                                    | Karel Vacek                                                        | Frank Pleyer                                               | Fini Busch                                               |
| 172 | Caroline | Polka                                                    | Mojmir Balling                                                     | Frank Pleyer                                               | Helga Reichel                                            |
| 173 | Freue Dich an jedem Morgen | Polka                                                    | Václav Kužel                                                       | Frank Pleyer                                               | Fini Busch                                               |
| 174 | Die Hexe | Polka                                                    | Antonin Ulrich                                                     | Frank Pleyer                                               |                                                          |
| 175 | Wie junge Blüten an einem Baum | Walzer                                                   | Frantisek Blahnik                                                  | Frank Pleyer                                               | Helga Reichel                                            |
| 176 | Pfiffikus | Polka                                                    | Volksweise / Traditional                                           | Frank Pleyer                                               |                                                          |
| 177 | Freunde für's Leben (Freunde sind wir schon ein ganzes Leben lang)                                                                                       | Walzer                                                   | Miroslav Mecir                                                     | Frank Pleyer                                               | Helga Reichel                                            |
| 178 | Repete | Polka                                                    | Jaromir Vejvoda                                                    | Frank Pleyer                                               |                                                          |
| 179 | Der Weg zurück | Walzer                                                   | Ernst Mosch / Frank Pleyer                                         | Frank Pleyer                                               |                                                          |
| 180 | Nur eine kleine Liebelei | Polka                                                    | Frank Pleyer / Ernst Mosch                                         | Frank Pleyer                                               | Fini Busch                                               |
| 181 | Es war nur eine Romanze | Walzer                                                   | Josef Burkl / Wenzel Zittner                                       | Frank Pleyer                                               | Franto Linharek                                          |
| 182 | Glaub mir Liebling | Polka                                                    | Wenzel Zittner / Wiegand Overstaedt                                | Frank Pleyer                                               | Franto Linharek                                          |
| 183 | Tausend Sterne | Walzer                                                   | Sláva Tkačuk                                                       | Gerald Weinkopf / Heinz Herrmannsdörfer                    | Gustl Gstettner                                          |
| 184 | Sag' mir jeden Tag | Polka                                                    | Ernst Mosch / Frank Pleyer                                         | Frank Pleyer                                               | Franto Linharek                                          |
| 185 | Denk nicht an morgen | Walzer                                                   | Antonin Svehla                                                     | Franz Bummerl / Heinz Herrmannsdörfer                      | Gustl Gstettner / Ernst Mosch                            |
| 186 | Bleib bei mir | Polka                                                    | Ernst Mosch / Frank Pleyer                                         | Frank Pleyer                                               | Fini Busch                                               |
| 187 | Liebling, ich bitt' Dich, verzeih | Walzer                                                   | Frantisek Manas                                                    | Franz Bummerl / Heinz Herrmannsdörfer                      | Fini Busch                                               |
| 188 | Der Buntspecht | Polka                                                    | Josef Hotový                                                       | Gerald Weinkopf / Heinz Herrmannsdörfer                    |                                                          |
| 189 | Egerländer Dorfschwalben | Walzer                                                   | Jaroslav List                                                      | Gerald Weinkopf / Heinz Herrmannsdörfer                    |                                                          |
| 190 | Wenn der Mond erzählen könnt' | Polka                                                    | Antonin Ulrich                                                     | Gerald Weinkopf / Heinz Herrmannsdörfer                    | Gustl Gstettner                                          |
| 191 | Wie ich diese Stunden liebe | Walzer                                                   | Milan Baginsky                                                     | Franz Bummerl / Heinz Herrmannsdörfer                      | Gustl Gstettner                                          |
| 192 | Ein Veilchenstrauss | Polka                                                    | Josef Nedbal                                                       | Gerald Weinkopf / Heinz Herrmannsdörfer                    |                                                          |
| 193 | Liebe ist mehr als nur ein Wort | Walzer                                                   | Karel Valdauf                                                      | Gerald Weinkopf / Heinz Herrmannsdörfer                    | Helga Reichel                                            |
| 194 | Am Kreuzersteg | Polka                                                    | Ernst Mosch / Frank Pleyer                                         | Frank Pleyer                                               |                                                          |
| 195 | Ein ganzes Leben lang | Walzer                                                   | Vaclav Manas                                                       | Heinz Herrmannsdörfer                                      | Gustl Gstettner                                          |
| 196 | Rucksack und Musik | Polka                                                    | Frantisek Čech-Pražský                                             | Gerald Weinkopf / Heinz Herrmannsdörfer                    | Franz Josef Ulmer                                        |
| 197 | Die erste Liebe | Walzer                                                   | Eman Schuster                                                      | Franz Bummerl / Heinz Herrmannsdörfer                      | Gerald Weinkopf                                          |
| 198 | Du bist mein Typ | Polka                                                    | Alois Aust                                                         | Gerald Weinkopf / Heinz Herrmannsdörfer                    |                                                          |
| 199 | Dein liebes Bild trag' ich noch bei mir | Walzer                                                   | Josef Stelibsky                                                    | Franz Bummerl / Heinz Herrmannsdörfer                      | Franto Linharek                                          |
| 200 | Nur aus Liebe | Polka                                                    | Václav Vokál                                                       | Franz Bummerl / Heinz Herrmannsdörfer                      | Franz Josef Ulmer                                        |
| 201 | So was wie du | Walzer                                                   | Jaromir Vejvoda                                                    | Frank Pleyer                                               | Ernst Mosch                                              |
| 202 | Schöne Pragerin | Polka                                                    | Wiegand Oversteadt / Wenzel Zittner                                | Frank Pleyer                                               |                                                          |
| 203 | Wenn unsre Musikanten spielen | Polka                                                    | Jaromir Vejvoda                                                    | Frank Pleyer                                               | Ernst Mosch                                              |
| 204 | Gute Nachbarn | Marschpolka                                              | Simon Hardenbergh / Wenzel Zittner                                 | Frank Pleyer                                               |                                                          |
| 205 | Du bist allein | Polka                                                    | Josef Vejvoda                                                      | Frank Pleyer                                               | Helga Reichel                                            |
| 206 | Antonin-Polka | Polka                                                    | Antonin Votava                                                     | Frank Pleyer                                               |                                                          |
| 207 | Greif' nicht nach den Sternen | Polka                                                    | Jaromir Vejvoda                                                    | Frank Pleyer                                               | Fini Busch                                               |
| 208 | Sommernacht in Prag | Walzer                                                   | Jaromir Vejvoda                                                    | Frank Pleyer                                               |                                                          |
| 209 | Böhmische Mädchen sind klasse | Polka                                                    | Jaromir Vejvoda                                                    | Frank Pleyer                                               | Ernst Mosch                                              |
| 210 | Optimisten-Polka | Polka                                                    | Jaromir Vejvoda                                                    | Gerald Weinkopf                                            |                                                          |
| 211 | Sag nicht adieu | Polka                                                    | Jaromir Vejvoda                                                    | Franz Bummerl                                              | Franz Josef Ulmer                                        |
| 212 | Abschiedspolka | Polka                                                    | Jaromir Vejvoda                                                    | Gerald Weinkopf                                            | Ernst Mosch                                              |
| 213 | Ich freu mich so auf ein Wiederseh'n | Polka                                                    | Jaromir Vejvoda                                                    | Gerald Weinkopf                                            | Gerald Weinkopf                                          |
| 214 | Böhmische Mädchen | Polka                                                    | Jaromir Vejvoda                                                    | Franz Bummerl                                              |                                                          |
| 215 | Prager Festpolka | Polka                                                    | Jaromir Vejvoda                                                    | Franz Bummerl                                              |                                                          |
| 216 | Am Kaiserberg | Walzer                                                   | Jaromir Vejvoda                                                    | Franz Bummerl / Frank Pleyer                               |                                                          |
| 217 | Blaue Augen | Polka                                                    | Jaromir Vejvoda                                                    | Franz Bummerl                                              |                                                          |
| 218 | Rauschende Birken | Walzer                                                   | Vaclav Kaucky                                                      | Gerald Weinkopf                                            | Robert Frei                                              |
| 219 | Mein schönes Heimatland | Marschpolka                                              | Frantisek Kmoch                                                    | Frank Pleyer                                               | Franto Linharek                                          |
| 220 | Musikantenstolz | Polka                                                    | Jaroslav Škabrada                                                  | Gerald Weinkopf / Frank Pleyer                             |                                                          |
| 221 | Schau doch nicht auf die Uhr | Walzer                                                   | Jaroslav Škabrada                                                  | Franz Bummerl / Frank Pleyer                               | Henry van den Berghe                                     |
| 222 | Musikantenlaune | Polka                                                    | Jaroslav Tvrdý                                                     | Franz Bummerl / Frank Pleyer                               |                                                          |
| 223 | Wenn du mal grau bist, Mamilein | Walzer                                                   | Karel Valdauf                                                      | Gerald Weinkopf / Frank Pleyer                             |                                                          |
| 224 | Mach's gut 1. Kleines Ungermädel du 2. Mach's gut 3. Brautschau-Polka 4. Biggi-Polka                                                                     | Polka-Potpourri                                          | Ernst Mosch Frank Pleyer Frantisek Kmoch                           | Frank Pleyer                                               | Franto Linharek / Fini Busch                             |
| 225 | Mein erster Ball | Walzer                                                   | Jaroslav Marek                                                     | Frank Pleyer                                               |                                                          |
| 226 | Egerländer Wirtshauspolka | Polka                                                    | Antonin Votava                                                     | Frank Pleyer                                               |                                                          |
| 227 | Verliebte Stunden 1. Glaub an die Liebe 2. Eva Marie 3. Zwei braune Augen wie im Märchen 4. Verliebte Stunden                                            | Walzer-Potpourri                                         | Ernst Mosch Wiegand Overstaedt Wenzel Zittner                      | Frank Pleyer                                               |                                                          |
| 228 | Böhmischer Leckerbissen | Polka                                                    | Reiner Schmidt                                                     | Frank Pleyer                                               |                                                          |
| 229 | Hubertus-Walzer | Walzer                                                   | Emanuel Schuster                                                   | Franz Bummerl / Frank Pleyer                               |                                                          |
| 230 | Liebeserklärung | Walzer                                                   | Frantisek Soukup                                                   | Franz Bummerl / Frank Pleyer                               |                                                          |
| 231 | Stunden, die man nie vergisst | Marschpolka                                              | Frantisek Kmoch                                                    | Frank Pleyer                                               | Bruno Zwinger                                            |
| 232 | Egerländer Marsch | Marsch                                                   | Wendelin Kopetzky                                                  | Frank Pleyer                                               |                                                          |
| 233 | Kaiserlicher Hochzeitsmarsch (Hoch Habsburg) | Marsch                                                   | Johann Nepomuk Král                                                | Frank Pleyer                                               |                                                          |
| 234 | Gute Nacht | Polka                                                    | Jaroslav Prochazka                                                 | Franz Bummerl                                              | Gerald Weinkopf                                          |
| 235 | Starparade | Marsch                                                   | Alois Aust                                                         | Franz Bummerl                                              |                                                          |
| 236 | Radetzky-Marsch | Marsch                                                   | Johann Strauß, Vater                                               | Gerald Weinkopf                                            |                                                          |
| 237 | Egerländer Musikantenmarsch | Marsch                                                   | Ernst Mosch                                                        | Gerald Weinkopf                                            | Gerald Weinkopf                                          |
| 238 | Wir sind Kinder von der Eger | Polka                                                    | Ernst Mosch                                                        | Gerald Weinkopf                                            | Bruno Zwinger                                            |
| 239 | Schnauferl | Polka                                                    | Ernst Mosch                                                        | Freek Mestrini                                             |                                                          |
| 240 | Dorfschmied | Polka                                                    | Josef Štěpánek                                                     | Freek Mestrini                                             |                                                          |
| 241 | Fliegermarsch | Marsch                                                   | Hermann Dostal                                                     | Franz Bummerl                                              |                                                          |
| 242 | Hoch Heidecksburg | Marsch                                                   | Rudolf Herzer                                                      | Gerald Weinkopf                                            |                                                          |
| 243 | So schön ist Böhmen 1. So ein schöner Tag 2. Alte Freunde 3. Als der Herrgott durch Böhmen ging 4. Das ist Musik                                         | Medley                                                   | Ernst Mosch / Frank Player Sláva Tkačuk Jaroslav Marek Karel Vacek | Frank Pleyer                                               | Kurt Hertha Ernst Mosch Gustl Gstettner Gerald Weinkopf  |
| 244 | Lerchenwalzer | Walzer                                                   | Ernst Mosch                                                        | Gerald Weinkopf / Heinz Herrmannsdörfer                    |                                                          |
| 245 | Bergblumen | Polka                                                    | Ernst Mosch                                                        | Gerald Weinkopf / Heinz Herrmannsdörfer                    |                                                          |
| 246 | Alte Liebe, junge Herzen | Polka                                                    | Alois Aust                                                         | Franz Bummerl / Frank Pleyer                               | Franz Josef Ulmer                                        |
| 247 | Du, nur du | Polka                                                    | Ernst Mosch                                                        | Gerald Weinkopf / Frank Pleyer                             | Bruno Zwinger                                            |
| 248 | Frühschoppen-Polka | Polka                                                    | Josef Poncar                                                       | Gerald Weinkopf / Frank Pleyer                             |                                                          |
| 249 | Rosmarie | Polka                                                    | Vaclav Manas                                                       | Gerald Weinkopf / Frank Pleyer                             | Jules Verard                                             |
| 250 | Liebe fürs ganze Leben | Walzer                                                   | Ernst Mosch                                                        | Gerald Weinkopf / Frank Pleyer                             | Bruno Zwinger                                            |
| 251 | Hallo, mein Freund, wie geht es dir | Marschlied                                               | Josef Charvat                                                      | Franz Bummerl / Frank Pleyer                               | Ernst Mosch                                              |
| 252 | Zuckerbusser'l Polka | Polka                                                    | Ernst Mosch                                                        | Gerald Weinkopf / Frank Pleyer                             |                                                          |
| 253 | Bim-bam, bim-bam | Walzer                                                   | Zdenek Krotil                                                      | Franz Bummerl / Frank Pleyer                               | Henry van den Berghe / Franto Linharek                   |
| 254 | Tanz mit mir | Polka                                                    | Wenzel Zittner                                                     | Gerald Weinkopf / Frank Pleyer                             | Gerald Weinkopf                                          |
| 255 | Schwarze Augen | Polka                                                    | Josef Hotovy                                                       | Gerald Weinkopf / Frank Pleyer                             |                                                          |
| 256 | Sterne der Heimat | Polka                                                    | Ernst Mosch                                                        | Gerald Weinkopf / Frank Pleyer                             | Bruno Zwinger                                            |
| 257 | Keine ist so lieb wie du | Polka                                                    | Jaromir Petrzilka                                                  | Gerald Weinkopf / Frank Pleyer                             | Bruno Zwinger                                            |
| 258 | Wast'l Polka | Polka                                                    | Emmanuel Schuster                                                  | Gerald Weinkopf / Frank Pleyer                             |                                                          |
| 259 | 99er Regimentsmarsch | Marsch                                                   | Richard Hunyacek                                                   | Franz Bummerl                                              |                                                          |
| 260 | Ein kleines Rendezvous | Walzer                                                   | Alois Aust                                                         | Frank Pleyer                                               |                                                          |
| 261 | Im Zigeunerlager | Marsch                                                   | Max Oscheit                                                        | Franz Bummerl                                              |                                                          |
| 262 | Egerländer Herzen | Walzer                                                   | Frantisek Voborsky                                                 | Frank Pleyer                                               |                                                          |
| 263 | Kellerberg Polka | Polka                                                    | Ernst Mosch                                                        | Gerald Weinkopf / Frank Pleyer                             |                                                          |
| 264 | Der Falkenauer | Marsch                                                   | Ernst Mosch                                                        | Gerald Weinkopf / Frank Pleyer                             |                                                          |
| 265 | Wenn du mich wirklich liebst | Polka                                                    | Ernst Mosch                                                        | Gerald Weinkopf / Freek Mestrini                           | Bruno Zwinger                                            |
| 266 | Václav Polka | Polka                                                    | Ernst Mosch                                                        | Gerald Weinkopf / Frank Pleyer                             |                                                          |
| 267 | Berticka | Walzer                                                   | Václav Bláha                                                       | Franz Bummerl / Frank Pleyer                               |                                                          |
| 268 | Gabrielle | Polka                                                    | Antonin Votava                                                     | Frank Pleyer                                               |                                                          |
| 269 | Auf Wiedersehn und gute Nacht 1. Abschiedspolka 2. Gute Nacht 3. Bis bald auf Wiedersehn                                                                 | Polka-Potpourri                                          | Jaromir Vejvoda Jaroslav Prochazka Wenzel Zittner                  | Richard Hummel                                             |                                                          |
| 270 | Rosalie | Walzer                                                   | Frantisek Manas                                                    | Franz Bummerl / Richard Hummel                             | Franz Josef Ulmer                                        |
| 271 | Aus lauter Liebe | Walzer                                                   | Ernst Mosch                                                        | Frank Pleyer                                               |                                                          |
| 272 | Zwei Strawanzer | Polka                                                    | Ernst Mosch                                                        | Frank Pleyer                                               |                                                          |
| 273 | Freu' dich auf jede Stunde | Polka                                                    | Josef Charvat                                                      | Gerald Weinkopf / Frank Pleyer                             | Henry van den Berghe                                     |
| 274 | Hörst du, sie spiel'n unsern Walzer | Walzer                                                   | Slava Tkacuk                                                       | Franz Bummerl / Frank Pleyer                               | Gustl Gstettner                                          |
| 275 | Schnaderhüpferl | Polka                                                    | Ernst Mosch                                                        | Frank Pleyer                                               |                                                          |
| 276 | Feierabend Walzer | Walzer                                                   | Volksweise / Antonin Ulrich                                        | Gerald Weinkopf / Frank Pleyer                             | Gerald Weinkopf                                          |
| 277 | Lieder, die für uns klingen | Marschlied                                               | Jaroslav Marek                                                     | Gerald Weinkopf / Frank Pleyer                             | Henry van den Berghe                                     |
| 278 | Ach, ich liebe dich | Polka                                                    | Ferdinand Chrastansky                                              | Gerald Weinkopf / Frank Pleyer                             | Herbert Borders                                          |
| 279 | Jasmin | Walzer                                                   | Ernst Mosch / Frank Pleyer                                         | Frank Pleyer                                               |                                                          |
| 280 | Wiesenblumen | Walzer                                                   | Alois Aust                                                         | Franz Bummerl                                              |                                                          |
| 281 | Diridari | Polka                                                    | Franz Bummerl                                                      | Franz Bummerl                                              |                                                          |
| 282 | Jubiläumspolka | Polka                                                    | Franz Bummerl                                                      | Franz Bummerl                                              |                                                          |
| 283 | Erinnerung an einen Freund | Serenade                                                 | Antonin Votava                                                     | Frank Pleyer                                               |                                                          |
| 284 | Zum Egerländer Brückenwirt | Walzer                                                   | Claus Bottner                                                      | Franz Bummerl                                              |                                                          |
| 285 | Es geht im Leben mal hin und mal her (Karussell Pigalle)                                                                                                 | Swing-Polka                                              | Frank Pleyer                                                       | Frank Pleyer                                               | Walter Leissle                                           |
| 286 | Lustige Posaunen | Solostück                                                | Ernst Mosch                                                        | Frank Pleyer                                               |                                                          |
| 287 | Liebeslied | Solostück                                                | Ernst Mosch / Frank Pleyer                                         | Frank Pleyer                                               |                                                          |
| 288 | Unsere Musikanten sind da | Marschlied                                               | Antonin Votava                                                     | Frank Pleyer                                               |                                                          |
| 289 | Mein Zwodauer Mädchen | Walzer                                                   | Antonin Votava                                                     | Frank Pleyer                                               |                                                          |
| 290 | Böhmische Zeiten | Polka                                                    | Antonin Votava                                                     | Frank Pleyer                                               |                                                          |
| 291 | Polkafest im Egerland | Fox-Polka                                                | Antonin Votava                                                     | Frank Pleyer                                               |                                                          |
| 292 | Wie bei uns Zuhaus | Polka                                                    | Antonin Votava                                                     | Frank Pleyer                                               |                                                          |
| 293 | Jakobi Polka | Polka                                                    | Antonin Votava                                                     | Frank Pleyer                                               |                                                          |
| 294 | Walzerperlen mit Ernst Mosch 1. Böhmischer Wind 2. Mondschein an der Eger 3. Rauschende Birken                                                           | Walzer-Potpourri                                         | Ernst Mosch Vaclav Kaucky                                          | Richard Hummel                                             |                                                          |
| 295 | Start | Marsch                                                   | Frantisek Zivny / Zdeněk Martin Procházka                          | Frank Pleyer                                               |                                                          |
| 296 | Wenn zwei Herzen fragen | Walzer                                                   | Karel Valdauf                                                      | Franz Bummerl                                              | Franz Josef Ulmer                                        |
| 297 | Heut wird's schön | Polka                                                    | Ernst Mosch                                                        | Gerald Weinkopf / Frank Pleyer                             | Gerald Weinkopf                                          |
| 298 | Jeder sucht im Leben nach dem großen Glück | Polka                                                    | Eduard Kudelasek                                                   | Franz Bummerl / Frank Pleyer                               | Henry van den Berghe                                     |
| 299 | Spiel nicht mit dem Feuer | Polka                                                    | Antonin Ulrich                                                     | Gerald Weinkopf / Frank Pleyer                             | Gerald Weinkopf                                          |
| 300 | Dann und wann | Polka                                                    | Franz Bummerl                                                      | Gerald Weinkopf / Frank Pleyer                             | Gerald Weinkopf                                          |
| 301 | Wenn Kinder fragen | Walzer                                                   | Antonin Votava                                                     | Franz Bummerl / Frank Pleyer                               | Henry van den Berghe                                     |
| 302 | Heut' ist mir alles ganz egal | Polka                                                    | Franz Bummerl                                                      | Franz Bummerl                                              | Gerald Weinkopf                                          |
| 303 | Zum Geburtstag viel Glück | Walzer                                                   | Ernst Mosch / Frank Pleyer                                         | Frank Pleyer                                               | Kurt Rapp                                                |
| 304 | Die Musik, die geht uns ins Blut | Polka                                                    | Wenzel Zittner                                                     | Gerald Weinkopf / Frank Pleyer                             | Wenzel Zittner                                           |
| 305 | Du gabst im Mai mir rote Rosen | Walzer                                                   | Antonin Ulrich                                                     | Gerald Weinkopf / Frank Pleyer                             | Franz Josef Ulmer                                        |
| 306 | Aufgalopp | Galopp                                                   | Frantisek Kmoch                                                    | Franz Bummerl / Frank Pleyer                               |                                                          |
| 307 | Julia | Walzer                                                   | Jaroslav Marek                                                     | Franz Bummerl / Frank Pleyer                               | Gustl Gstettner                                          |
| 308 | Mondschein Polka | Polka                                                    | Frank Pleyer                                                       | Frank Pleyer                                               |                                                          |
| 309 | Wunderbar bist Du | Polka                                                    | Wenzel Zittner                                                     | Gerald Weinkopf / Frank Pleyer                             | Gerald Weinkopf                                          |
| 310 | Vor der Hochzeit | Walzer                                                   | Vaclav Blaha                                                       | Gerald Weinkopf / Frank Pleyer                             | Gerald Weinkopf                                          |
| 311 | Weißt du noch vor Jahren | Walzer                                                   | Jiri Kosina                                                        | Franz Bummerl / Frank Pleyer                               | Ernst Mosch                                              |
| 312 | Wer keine Liebe kennt | Walzer                                                   | Milos Smatek                                                       | Franz Bummerl / Frank Pleyer                               | Fini Busch                                               |
| 313 | Mädels, jetzt ist Damenwahl | Medium-Fox                                               | Willy Richartz                                                     | Gerald Weinkopf / Frank Pleyer                             | Klaus S. Richter                                         |
| 314 | Wenn eine Freu die Wahrheit spricht | Walzer                                                   | Karel Valdauf                                                      | Gerald Weinkopf / Frank Pleyer                             |                                                          |
| 315 | Musikantenball | Polka                                                    | Karel Valdauf                                                      | Jaroslav Marek / Frank Pleyer                              | Gustl Gstettner                                          |
| 316 | Theodorus | Marschlied                                               | Jo Budie                                                           | Gerald Weinkopf / Frank Pleyer                             | Lubbert van Gortel                                       |
| 317 | Die schönste Rose | Walzer                                                   | Jaroslav Blabolil                                                  | Gerald Weinkopf / Frank Pleyer                             | Gerald Weinkopf                                          |
| 318 | Die Zeit unsrer Liebe | Walzer                                                   | Ota Navratilik                                                     | Gerald Weinkopf / Frank Pleyer                             | Franto Linharek                                          |
| 319 | Heimatliebe | Walzer                                                   | Wenzel Zittner                                                     | Gerald Weinkopf / Frank Pleyer                             | Bruno Zwinger                                            |
| 320 | Du bist so gut zu mir | Walzer                                                   | Wenzel Zittner                                                     | Gerald Weinkopf / Frank Pleyer                             | Bruno Zwinger                                            |
| 321 | Einmal wird es wahr | Walzer                                                   | Wenzel Zittner                                                     | Gerald Weinkopf / Frank Pleyer                             | Wenzel Zittner                                           |
| 322 | Ich bin verliebt in dich | Walzer                                                   | Wenzel Zittner                                                     | Gerald Weinkopf / Frank Pleyer                             | Bruno Zwinger                                            |
| 323 | Immer, wenn's am Schönsten ist | Polka                                                    | Wenzel Zittner                                                     | Gerald Weinkopf / Frank Pleyer                             | Bruno Zwinger                                            |
| 324 | Lass das große Glück im Leben nicht vorübergehn | Polka                                                    | Slava Tkacuk                                                       | Franz Bummerl / Frank Pleyer                               | Henry van den Berghe                                     |
| 325 | Einsam geh' ich durch die Straßen | Walzer                                                   | Jaroslav Marek                                                     | Franz Bummerl / Frank Pleyer                               |                                                          |
| 326 | Heimatmelodie (Für's Mütterlein) | Walzer                                                   | Frantisek Heller                                                   | Frantisek Heller / Frank Pleyer                            |                                                          |
| 327 | Ja, das ist die wahre Liebe | Walzer                                                   | Wenzel Zittner                                                     | Gerald Weinkopf / Frank Pleyer                             | Bruno Zwinger                                            |
| 328 | Wenn Opa erzählt von Zuhaus | Walzer                                                   | Wenzel Zittner                                                     | Gerald Weinkopf / Frank Pleyer                             | Bruno Zwinger                                            |
| 329 | Ich bin so gern mit dir allein | Polka                                                    | Josef Charvat                                                      | Gerald Weinkopf / Frank Pleyer                             | Jules Verard                                             |
| 330 | Grüß’ schön Zuhaus | Walzer                                                   | Wenzel Zittner                                                     | Gerald Weinkopf / Frank Pleyer                             | Bruno Zwinger                                            |
| 331 | Gute Nacht, schlafe gut | Polka                                                    | Bedrich Ondracek                                                   | Franz Bummerl / Frank Pleyer                               | Fred Rauch                                               |
| 332 | Ein Egerländer Musikant | Marschpolka                                              | Ernst Mosch / Frank Pleyer                                         | Frank Pleyer                                               | Walter Leissle                                           |
| 333 | Schöne Jugendzeit | Walzer                                                   | Wenzel Zitter / Wiegand Overstaedt                                 | Frank Pleyer                                               |                                                          |
| 334 | Redouten Marsch | Marsch                                                   | Ernst Mosch / Frank Pleyer                                         | Frank Pleyer                                               |                                                          |
| 335 | Am Abend auf der Heide | Marsch-Fox                                               | Eldo di Lazzaro                                                    | Gerald Weinkopf / Frank Pleyer                             | Klaus S. Richter                                         |
| 336 | Kapellmeister Polka | Polka                                                    | Emanuel Schuster                                                   | Gerald Weinkopf / Frank Pleyer                             |                                                          |
| 337 | Bummel-Petrus | Foxtrott                                                 | Max Werner-Kersten                                                 | Gerald Weinkopf / Frank Pleyer                             |                                                          |
| 338 | Heimatgrüße | Walzer                                                   | Frank Pleyer                                                       | Frank Pleyer                                               |                                                          |
| 339 | Egerländer Spatzen | Polka                                                    | Frank Pleyer / Ernst Mosch                                         | Frank Pleyer                                               |                                                          |
| 340 | Mein neues Zuhause | Polka                                                    | Josef Hotovy                                                       | Franz Bummerl / Frank Pleyer                               |                                                          |
| 341 | Die Jahre geh'n an uns vorbei | Walzer                                                   | Antonin Nyvlt                                                      | Franz Bummerl / Frank Pleyer                               | Franto Linharek                                          |
| 342 | Nimm es nicht so schwer | Polka                                                    | Ada Siegl                                                          | Gerald Weinkopf / Frank Pleyer                             | Gerald Weinkopf                                          |
| 343 | Nur keine Tränen beim Abschied nehmen | Polka                                                    | Wiegand Overstaedt / Wenzel Zittner                                | Frank Pleyer                                               | Fini Busch                                               |
| 344 | Vergiß die Heimat nicht | Walzer                                                   | Elmar Steingarden / Wenzel Zittner                                 | Frank Pleyer                                               | Fini Busch                                               |
| 345 | Hinter den Bergen | Polka                                                    | Ernst Mosch / Frank Pleyer                                         | Frank Pleyer / Ferry Bronner                               |                                                          |
| 346 | Uns're kleine Welt | Walzer                                                   | Wenzel Zittner / Wiegand Overstaedt                                | Frank Pleyer / Ferry Bronner                               | Fini Busch                                               |
| 347 | Wunderbar schöne Welt | Walzer                                                   | T. Zartner / Wenzel Zittner                                        | Frank Pleyer / Ferry Bronner                               | Franz Josef Ulmer                                        |
| 348 | Grashüpfer | Marschpolka                                              | Ernst Mosch / Frank Pleyer                                         | Frank Pleyer / Ferry Bronner                               |                                                          |
| 349 | Stunden der Liebe | Ernst Mosch / Frank Pleyer                               |                                                                    |                                                            |                                                          |
| 350 | Die Zeit vergeht | Polka                                                    | Jaromir Vejvoda                                                    | Franz Bummerl / Ferry Bronner                              | Kurt Hertha                                              |
| 351 | Der Abendstern (Das Sternlein) | Walzer                                                   | Josef Poncar                                                       |                                                            |                                                          |
| 352 | Kleines Ungarmädel du | Polka                                                    | Ernst Mosch / Frank Pleyer                                         | Frank Pleyer / Ferry Bronner                               | Franto Linharek                                          |
| 353 | Im Wiesental | Walzer                                                   | Jiri Klein                                                         | Franz Bummerl / Ferry Bronner                              |                                                          |